# Io sono Mia (film 2019)
Io sono Mia è un film biografico del 2019 diretto da Riccardo Donna.
Interpretato da Serena Rossi, Lucia Mascino, Maurizio Lastrico, è basato sulla vita della cantante Mia Martini. Il film è una produzione della Casanova Multimedia di Luca Barbareschi in collaborazione con Rai Fiction.

## Trama
La narrazione prende il via nel 1989, dalla città di Sanremo, attraverso un racconto in flashback fino al 1970 (e ad alcuni episodi dell'infanzia) in occasione di un'intervista rilasciata dall'artista ad una giornalista proprio in quei giorni, poche ore prima dell'esibizione, in cui ripercorre tutta la sua vita artistica e familiare.
La cantante partecipò quell'anno con il brano Almeno tu nell'universo e proveniva dal periodo drammatico della calunnia messa in circolazione dalla fine degli anni settanta da un produttore con il quale si rifiutò di lavorare, secondo la quale portasse sfortuna, e dopo la travagliata storia d'amore con il fotografo milanese Andrea (ispirato ad Ivano Fossati, il quale non ha voluto prendere parte al progetto) con cui è rimasta legata sentimentalmente per circa 10 anni. I primi tempi a Milano è spesso presente un amico romano, un certo Anthony (ispirato a Renato Zero).

## Promozione
Il trailer del film è stato distribuito da Nexo Digital il 18 dicembre 2018.
L'attrice Serena Rossi è stata invitata al Festival di Sanremo 2019 per promuovere la fiction, in occasione della terza serata, durante la quale si è esibita in Almeno tu nell'universo insieme a Claudio Baglioni.

## Distribuzione
Il film è stato distribuito sul grande schermo dal 14 al 16 gennaio 2019 da Nexo Digital.
Il 12 febbraio 2019 è stato trasmesso in prima visione su Rai 1, intrattenendo 7.727.000 telespettatori pari al 31% di share, e diventando il terzo programma più visto del 2019.

## Colonna sonora
La colonna sonora di Io sono Mia, pubblicata nel 2019 da Casanova Multimedia, è formata da 12 brani strumentali, composti da Mattia Donna & La Femme Piège, e da sei successi reinterpretati da Serena Rossi. La costruzione di un amore è una traccia extra rispetto al film.
1. M0/Drone di Mattia Donna & La Femme Piège – 0:44
2. La strada la conosci di Mattia Donna & La Femme Piège – 2:10
3. Padre davvero, interpretato da Serena Rossi – 4:02
4. Piccolo uomo, interpretato da Serena Rossi – 4:27
5. 1973 di Mattia Donna & La Femme Piège – 3:17
6. Non sei tu Joe di Mattia Donna & La Femme Piège – 2:12
7. Minuetto, interpretato da Serena Rossi – 4:50
8. Titan di Mattia Donna & La Femme Piège – 1:54
9. Capodanno di Mattia Donna & La Femme Piège – 1:19
10. Mia va in bancarotta di Mattia Donna & La Femme Piège – 1:19
11. Mr. Notte Management di Mattia Donna & La Femme Piège – 2:18
12. La costruzione di un amore (Extra), interpretato da Serena Rossi – 5:35
13. Loredana e Mimì di Mattia Donna & La Femme Piège – 1:24
14. Jackie O' di Mattia Donna & La Femme Piège – 1:12
15. Aznavour di Mattia Donna & La Femme Piège – 2:19
16. E non finisce mica il cielo, interpretato da Serena Rossi – 4:06
17. L'incidente di Mattia Donna & La Femme Piège – 1:35
18. Almeno tu nell'universo, interpretato da Serena Rossi – 4:46

All'inizio del film la giovanissima Mimì ascolta e canta Ev'ry Time We Say Goodbye nell'esecuzione di Ella Fitzgerald.

## Premi
- 2019 - Nastri d'argento
  - Nastro d'argento speciale a Serena Rossi
- 2020 - Ciak d'oro
  - Candidatura a migliore attrice protagonista a Serena Rossi[8]